# Géza Csáth
Dans le nom hongrois Csáth Géza, le nom de famille précède le prénom, mais cet article utilise l’ordre habituel en français Géza Csáth, où le prénom précède le nom.
Géza Csáth (né József Brenner) (13 février 1887 à Szabadka – 11 septembre 1919 près de Kelebia) est un écrivain, psychiatre et critique musical hongrois. Il était le cousin de Dezső Kosztolányi. Il est connu pour l'atmosphère sombre et étrange de ses nouvelles, pour son Journal où il fait figure de séducteur invétéré, et pour sa santé mentale vacillante.

## Biographie
C'est en 1904 que Csáth quitte sa ville natale, Szabadka, alors dans l'empire austro-hongrois, aujourd'hui Subotica en Serbie, et s'inscrit à la faculté de médecine de l'université à Budapest, tout en continuant son œuvre d'écrivain, entamée très tôt dans sa jeunesse. Les années 1910, après l'obtention de son doctorat, sont marquées pour lui par une fascination morbide pour les drogues, qu'il expérimente souvent lui-même pour mieux en cerner les effets. Il devient dépendant, notamment à la morphine, et doit souvent se soigner, tout en continuant d'exercer lui-même la médecine psychiatrique. Ses problèmes ne cessent de s'aggraver, il devient paranoïaque, tue sa femme Olga (dont il est question dans son Journal) le 22 juillet 1919 et se suicide peu après.

## Caractéristiques de l'œuvre
Les écrits de Csáth se signalent par leur noirceur, leur pessimisme et un caractère parfois onirique. Son œuvre ressortit le plus souvent au symbolisme alors en vogue dans toute l'Europe, et il est l'auteur de quelques nouvelles fantastiques. Deux de ses nouvelles les plus célèbres, Matricide et La petite Emma, mettent en scène des enfants particulièrement cruels et qui s'adonnent à la torture.
Dans son Journal, il raconte sa vie de médecin dans un sanatorium hongrois et se met en scène comme un véritable satyre, qui couche avec nombre de ses patientes, tout en souffrant de problèmes psychiatriques liés à sa consommation de drogues.